# Aydınoğlu, Mut
Aydınoğlu là một xã thuộc huyện Mut, tỉnh Mersin, Thổ Nhĩ Kỳ. Dân số thời điểm năm 2012 là 430 người.